# Arnold (TV-serie)
Arnold är en amerikansk dokumentärserie från 2023 som hade svensk premiär på strömningstjänsten Netflix den 7 juni 2023. Första säsongen består av 3 avsnitt. Serien är regisserad av Lesley Chilcott och för produktionen har Allen Hughes svarat.

## Handling
Serien kretsar kring Arnold Schwarznegger, och följer honom från åren i Österrike som body builder där han bland annat blev Mr. Universum både som amatör och sedan flerfaldigt som proffs vidare till att bli en av Hollywoods största stjärnor. Även hans politiska karriär följs där han röstas fram till Kaliforniens guvernör.

## Medverkande
- Arnold Schwarzenegger